# Stavkirke de Røldal

La stavkirke de Røldal (en norvégien : Røldal stavkyrkje) est une stavkirke (« église en bois debout ») érigée à Røldal (aujourd'hui dans la commune d'Odda - Comté de Hordaland) au cours de la première moitié du XIIIe siècle. Elle abritait plusieurs sculptures en bois réalisées à la même époque, qui sont aujourd'hui exposées au musée de Bergen : une représentant l'archange saint Michel (v. 1200), une de saint Olaf (v. 1250), ainsi qu'une Vierge à l'Enfant (v. 1250). Le baptistère, en stéatite, remonte également au XIIIe siècle. L'église a été rénovée et redécorée entre 1913 et 1918 par l'architecte Jens Zetlitz Monrad Kielland et plusieurs peintres norvégiens.

## Autel et statues

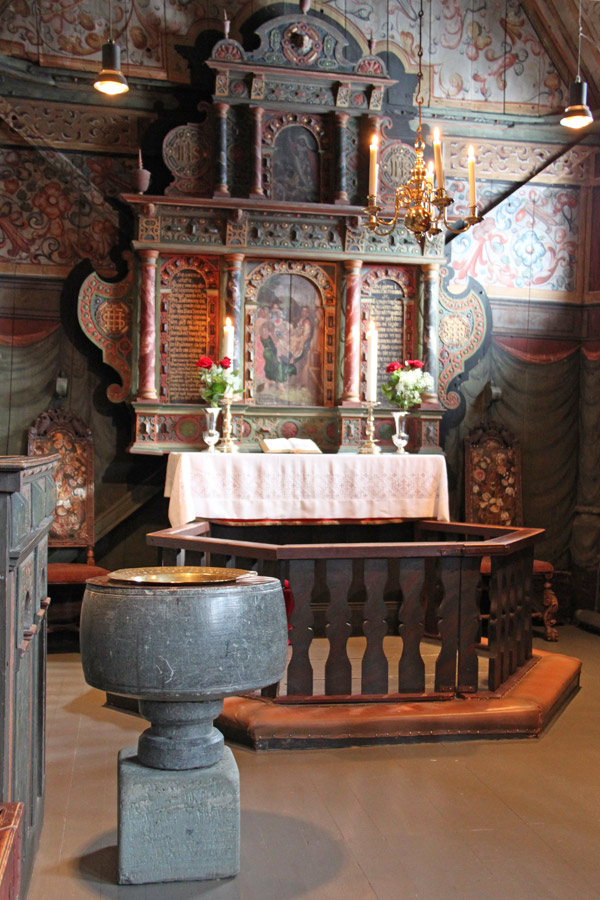
L'autel de l'église de Røldal.
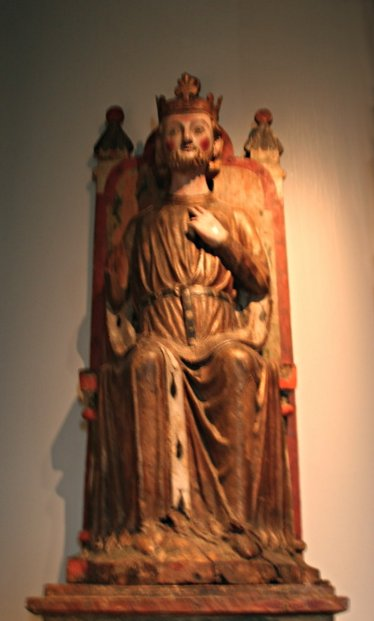
Saint Olaf.
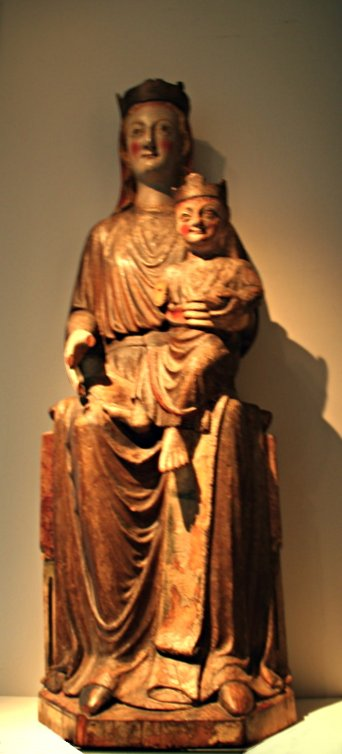
Vierge à l'Enfant.
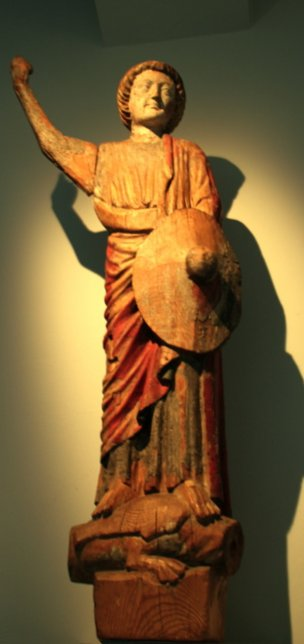
Saint Michel archange.